# Parcs nationaux d'Islande
L'Islande compte trois parcs nationaux.

## Liste des parcs

### Parcs actuels
- Parc appartenant au patrimoine mondial de l'UNESCO

| Nom            | Image | Comté                                      | Superficie   | Fondation | Description |
| -------------- | ----- | ------------------------------------------ | ------------ | --------- | --- |
| Þingvellir     |       | Suðurland                                  | 23 700 ha    | 1930      | Premier site de rassemblement du parlement islandais (l'Althing) à partir de 930. Situé sur un rift ayant donné lieu à de nombreuses failles. Classé au patrimoine mondial en 2004. |
| Snæfellsjökull |       | Vesturland                                 | 17 000 ha    | 2001      | Couvre l'extrémité occidentale de la péninsule de Snæfellsnes. |
| Vatnajökull    |       | Norðurland eystra, Austurland et Suðurland | 1 285 000 ha | 2008      | Plus grand parc national d'Europe. Inclut les anciens parcs nationaux de Skaftafell et Jökulsárgljúfur.                                                                             |

### Anciens parcs
| Nom             | Image | Comté             | Superficie | Fondation | Description |
| --------------- | ----- | ----------------- | ---------- | --------- | --- |
| Skaftafell      |       | Austurland        | 480 700 ha | 1967      | Initialement, couvrait la montagne de Skaftafell et les glaciers environnants ; il a fusionné dans parc national du Vatnajökull qui inclut l'ancien parc national de Jökulsárgljúfur et d'autres zones jusqu'alors non protégées.                                               |
| Jökulsárgljúfur |       | Norðurland eystra | 15 000 ha  | 1973      | La Jökulsárgljúfur, gorge de la Jökulsá á Fjöllum, cette dernière formant plusieurs chutes, dont la célèbre Dettifoss ; il a fusionné dans le nouveau parc national du Vatnajökull qui inclut l'ancien parc national de Skaftafell et d'autres zones jusqu'alors non protégées. |